# Emilie Christensen
Emilie Christensen, née le 13 avril 1993 à Oslo, est une handballeuse internationale norvégienne qui évolue au poste de demi-centre.

## Biographie
Avec les équipes de jeunes de la Norvège, elle est finaliste du championnat du monde jeunes 2010.
À l'intersaison 2019, elle quitte Larvik HK, en proie à de graves difficultés financières, pour rejoindre le club hongrois de Ferencváros TC.

## Palmarès

### En sélection
championnats du monde
- finaliste du championnat du monde 2017

autres
- finaliste du championnat du monde jeunes en 2010

### Distinctions individuelles
- meilleure demi-centre du championnat de Norvège en 2016-2017[2]